# 鎌倉温泉
鎌倉温泉（かまくらおんせん）は、宮城県刈田郡蔵王町（旧国陸奥国、明治以降は磐城国）にある温泉。

## 泉質
- 弱アルカリ性単純冷鉱泉
  - 泉温 - 23.8℃
- 源泉温度が低いため、加温・循環濾過方式にしている。飲泉も可能。

## 温泉地
出羽三山の麓、谷間に一軒宿の「鎌倉温泉」のみ存在する秘湯。日帰り入浴可能。
周囲は民家や商業施設は皆無で、山があるのみ。

## 歴史
1051年（永承6年）、前九年の役に朝廷軍として応戦した鎌倉権五郎景政という武士がこの一帯で傷の療養をしていた。ある夜、羽山（出羽三山）の女神が景政の夢の中に現れた。
女神は「この沢の上流に温湯が湧き出ておる、湯治して傷を癒すが良い」と景政は授けを得た。不思議に思いながらも景政は側近に探させたところ、沢から湯が湧き出ていた。
景正はこの湯に浸したところに傷はすぐに治った。それ以後、湯治場として賑わった。

## アクセス
- JR東北本線・白石駅から車で約30分。
- 東北自動車道村田ICより車で約15分。